# Patrick Wilson
Patrick George "Pat" Wilson (Buffalo, Nova Iorque, 1 de Fevereiro de 1969) é um músico americano, mais conhecido por ser o baterista da banda de rock Weezer. Para além do trabalho com os Weezer, também tem a sua própria banda, The Special Goodness.

## Carreira

### Início
Patrick Wilson nasceu em Buffalo, Nova Iorque a 1 de Fevereiro de 1969, tendo sido criado perto de Clarence. Este começou a lidar com a música muito cedo na sua vida, fazendo a sua primeira compra musical do álbum de 1976 This One's for You, de Barry Manilow. Pouco depois do seu décimo quinto aniversário foi ao seu primeiro concerto, assistindo aos Van Halen. Como resultado inspirou-se em começar a ter aulas de bateria. No seu último ano na Clarence High School, Wilson e o seu amigo Greg Czarnecki começaram a dar aulas de bateria, ensinando um total de 30 estudantes.
Depois de terminar o ensino secundário em 1987, Wilson frequentou uma universidade local por pouco tempo, desistindo ao final do primeiro semestre. Este comentou, "A universidade é uma grande ilusão. Demasiada política e disputa por favores. Eu simplesmente não o conseguia fazer. A universidade é óptima se tu quiseres aprender, mas não é mesmo isso que a universidade é, é apenas fazer o teu professor feliz, tirar boas notas e entrar na IBM. Qualquer sítio que diga que só aceita graduados em universidades não é um sítio em que eu esteja muito interessado em estar".
A ficar cansado do panorama musical local e impulsionado pelo amigo Patrick Finn, Wilson mudou-se para Los Angeles aos 21 anos. Pouco depois de chegar a Los Angeles, este juntou-se a uma banda de curta duração denominada Bush (não confundir com Bush). Enquanto estava nos Bush, Wilson conheceu o futuro baixista dos Weezer Matt Sharp, de quem ficou amigo. Entretanto, na Primavera de 1991, Wilson criou uma banda com Patrick Finn, Matt Sharp e, mais tarde, Jason Cropper, chamada Sixty Wrong Sausages.
Entretanto Wilson também estava noutra banda com o futuro vocalista dos Weezer Rivers Cuomo chamada Fuzz, que se dissolveu em três meses.
| “ | Nessa altura eu já tinha conhecido o Matt Sharp, e nós estávamos a tentar perceber o que deveríamos fazer. Nós tínhamos uma grande paixão e interesse em certos tipos de música, mas não sabíamos como é que isso se iria traduzir naquilo que iríamos fazer. Então conhecemos o Rivers - 'Ele tem um 8-track, vamos ter com ele' - e nós convencemo-lo a mudar-se para um apartamento connosco. O Rivers estava mesmo a começar a compor músicas e ele pediu-me para tocar bateria numa música para ele. Isso tornou-se numa banda chamada Fuzz, com uma certa rapariga baixista. Aquilo era muito fixe, mas tinha de acabar. | ” |

No Verão de 1991, Sharp mudou-se para Berkeley para perseguir aquilo que o gestor dos Weezer, Karl Koch, chamou de "certos tipos de música sequencial de teclado sinfónico". Os outros membros da banda mudaram-se para apartamentos separados. Durante este tempo, Wilson tocou num certo número de diferentes bandas, tais como The Dum Dums e United Dirt. Entretanto Cuomo, Wilson e Cropper iriam reunir-se na banda Sixty Wrong Sausages com Patrick Finn. Matt Sharp viria mais tarde a substituir Finn. Durante este tempo, Wilson e Cuomo integraram o "projecto de 50 músicas" no qual se teriam de dedicar à composição de 50 músicas novas. A partir deste projecto iriam ser criadas algumas futuras músicas dos Weezer tais como "Undone – The Sweater Song", "My Name Is Jonas", "Lullaby For Wayne" e "The World Has Turned and Left Me Here".
Em Janeiro de 1992, Sharp reconectou-se com os seus antigos colegas de banda Cuomo, Wilson e Cropper, com Wilson a mostrar-lhe o material dele e de Cuomo do "projecto de 50 músicas". Sharp ficou satisfeito com o material e voltou para Los Angeles para se juntar à banda, consistida por Rivers Cuomo, Patrick Wilson e Jason Cropper, agora sob o nome de Weezer.

## Discografia

### Com os Weezer
- Weezer (The Blue Album) (1994)
- Pinkerton (1996)
- Weezer (The Green Album) (2001)
- Maladroit (2002)
- Make Believe (2005)
- Weezer (The Red Album) (2008)
- Raditude (2009)
- Hurley (2010)
- Death to False Metal (2010)
- Everything Will Be Alright in the End (2014)
- Weezer (White Album) (2016)
- Pacific Daydream (2017)
- Weezer (Teal Album) (2019)
- Weezer (Black Album) (2019)
- OK Human (2021)
- Van Weezer (2021)